# Benedito de Carvalho Lago
Benedito de Carvalho Lago (Chapadinha, 1º de abril de 1904 – São Luís, 1º de abril de 1987) foi  tabelião, advogado, industrial, comerciante e político brasileiro que foi deputado federal pelo Maranhão.

## Dados biográficos
Filho de José Luís Teixeira do Lago e Elisa Augusta Barbosa de Carvalho Lago. Odontologista graduado pela Universidade Federal do Maranhão, exerceu antes as profissões de tabelião e comerciante. Eleito deputado federal via PST em 1950, foi secretário de Justiça no governo Eugênio Barros e também exerceu atividade industrial no beneficiamento de algodão e arroz em Pedreiras e São Luís. Seu retorno à política ocorreu em 1960 ao ser eleito prefeito de Bacabal e ao fim de sua vida pública trabalhou como advogado provisionado.
Tio dos políticos Jackson Lago, Benedito Lago, Wagner Lago e Aderson Lago.